# Borore
Borore település Olaszországban, Szardínia régióban, Nuoro megyében. Lakosainak száma 1956 fő (2023. január 1.). Borore Aidomaggiore, Birori, Dualchi, Macomer, Norbello, Santu Lussurgiu és Scano di Montiferro községekkel határos.

## Népesség
A település népességének változása:
| Lakosok száma | 2117 | 2079 | 1956 |
|               | 2017 | 2018 | 2023 |